# Orcesis affinis
Orcesis affinis är en skalbaggsart som beskrevs av Stefan von Breuning 1966. Orcesis affinis ingår i släktet Orcesis och familjen långhorningar. Inga underarter finns listade i Catalogue of Life.